# Alejandro Apud
Alejandro Apud, vollständiger Name Alejandro Rubén Apud Varela, (* 21. Oktober 1967 in Montevideo) ist ein ehemaliger uruguayischer Fußballspieler und heutiger -trainer.

## Karriere

### Spielerlaufbahn
Torhüter Apud gehörte zu Beginn seiner Karriere 1988 dem Centro Atlético Fénix, in den Jahren 1989 und 1990 Nacional Montevideo und von 1991 bis Mitte 1994 erneut Fénix an. In der zweiten Jahreshälfte 1994 spielte er in Argentinien für den Club Atlético Talleres. Er hütete von 1995 bis 1996 beim Erstligisten Liverpool Montevideo in zehn Spielen der Primera División das Tor. Von Mitte bis Ende 1996 ist ein Engagement in El Salvador beim Club Deportivo FAS verzeichnet, dem eine weitere Station im Jahr 1997 bei Fénix folgte. 1998 schloss sich ein Engagement beim Zweitligisten Club Atlético Basáñez an. 1999 stand er wieder in Reihen des Liverpool Fútbol Club. Im Jahr 2000 war er abermals beim seinerzeitigen Zweitligisten Fénix aktiv. Im Folgejahr spielte er für den Stadtrivalen Rampla Juniors in der Segunda División. Weitere Stationen als Spieler waren Nacional Montevideo, der Club Atlético Talleres, FAS aus El Salvador und der bolivianische Verein Blooming.

### Trainertätigkeit
Apud hatte nach seiner aktiven Karriere zunächst Assistenztrainerstellen von Mitte 2006 bis Ende Februar 2008 bei Centro Atlético Fénix, von Mitte 2008 bis Ende Februar 2009 beim Club Atlético Cerro und unmittelbar im Anschluss bis Mitte Juni 2009 beim Club Blooming inne. Ab Mitte Dezember 2009 nahm er eine Anstellung als Co-Trainer von Pablo Repetto erneut beim Club Atlético Cerro während der Clausura 2010 und der Copa Libertadores 2010 wahr. Sodann war er ab Beginn der Apertura 2010 verantwortlicher Cheftrainer bei den Montevideanern. Sein Trainerstab bestand aus Co-Trainer Alejandro Larrea, Miguel Samaniego (preparador físico) und Torwarttrainer Gabriel Aires. Am Ende der Apertura belegte er mit dem Team den neunten Platz. Nach insgesamt vier Siegen, sieben Unentschieden und sechs Niederlagen wurde er aber schließlich Mitte Februar 2011 entlassen. Anfang August 2011 übernahm er den seinerzeitigen Zweitligisten Sud América und führte diesen am Ende der Saison 2012/13 zum Gewinn der Zweitligameisterschaft und dem ersten Aufstieg in die Primera División seit 17 Jahren. Dort belegte Apuds Mannschaft am Saisonende 2013/14 den 12. Rang der Jahresgesamttabelle und hielt damit erfolgreich die Klasse. Am 3. Juli 2014 wurde er bei Sud América durch Jorge Vivaldo als Trainer ersetzt, nachdem tags zuvor das Engagement Apuds beim Erstligaabsteiger Liverpool Montevideo vermeldet wurde. Die Mannschaft von Liverpool Montevideo betreute er bis Juni 2015 und führte sie zum Wiederaufstieg am Saisonende. Sein nächstes Trainerengagement trat er erst im April 2016 beim Zweitligisten Club Atlético Atenas an. Dieses endete im Juni 2016. Im selben Monat übernahm er die Mannschaft Boston Rivers.

## Erfolge
- 1× Meister der Segunda División (Uruguay): 2012/13